# 袁耽
袁 耽（えん たん、生没年不詳）は、東晋の官僚。字は彦道。本貫は陳郡陽夏県。博打の名人としてしられており「袁彦道（えんげんどう）」とは博打の異名である。

## 経歴
袁沖（袁準の子）の子として生まれた。若くして才気があり、信念と独立心に富んでいて、当時の人士の賞賛を受けていた。博徒として非常に高名で、若いころの桓温が博打で財産を失ったときに債権者の賭場へ行き、たちまち取り返したとある。蘇峻の乱が起こると、袁耽は王導に召し出されて参軍となり、王導に従って石頭城に入った。ときに路永・匡術・賈寧らは蘇峻の腹心であり、朝廷の大臣たちを処刑するよう蘇峻に勧めたが、蘇峻は聞き入れなかった。路永らは敗北を予見して、ひそかに王導と連絡しようと図った。王導は袁耽を派遣して路永らを帰順させた。蘇峻の乱が平定されると、袁耽は秭帰県男に封じられ、建威将軍・歴陽郡太守に任じられた。
咸康元年（335年）、後趙の石虎が十数人の騎兵を率いて歴陽に侵入した。袁耽はこのことを建康の朝廷に報告したが、騎兵の数が少ないことを伝えなかった。建康では後趙の強盛を恐れて、朝野は騒然となり、宰相の王導が自らこれを討伐しようと志願した。しかし侵入した後趙の騎兵が少なく、すでに退散したと伝えられると、王導は出兵を取りやめた。朝廷は袁耽の報告が軽はずみであったことをとがめて、袁耽を降格させた。ほどなく袁耽は王導の下で従事中郎となり、大任を与えられる予定だったところを死去した。享年は25。
子に袁質があり、字を道和といい、孝行で知られ、琅邪国内史や東陽郡太守をつとめた。

## 伝記資料
- 『晋書』巻83 列伝第53